# John Somers-Smith
John Robert Somers-Smith (Walton-on-Thames, Surrey, 15 de desembre de 1887 – Gommecourt, Pas-de-Calais, 1 de juliol de 1916) va ser un remer anglès que va competir a començaments del segle xx. Morí en acció de guerra durant la Primera Guerra Mundial.
Nascut a Walton-on-Thames, Somers-Smith era fill de Robert Vernon Somers-Smith i la seva muller Gertrude. Son pare havia estat atleta i havia guanyat dues vegades el Campionat AAA de la mitja milla. Somers-Smith estudià a l'Eton College i al Magdalen College de la Universitat d'Oxford. Va ser membre de l'equip del Magdalen College de quatre sense timoner que va guanyar la Wyfold Challenge Cup i la Visitors' Challenge Cup el 1907, i la Stewards' Challenge Cup i la Visitors' Challenge Cup de la Henley Royal Regatta el 1908 Aquella tripulació fou escollida per representar el Regne Unit als Jocs Olímpics de Londres en la prova de quatre sense timoner del programa de rem. Fent equip amb Duncan Mackinnon, Collier Cudmore i Angus Gillan guanyà la medalla d'or.
En deixar el rem passà a exercir d'advocat. Amb l'esclat de la Primera Guerra Mundial passà a servir al 5è Regiment de Londres (London Rifle Brigade), de l'Exèrcit Britànic i fou distingit amb la Creu Militar per la seva valentia com a capità durant la Segona Batalla d'Ieper el 1915. Morí en acció al començament de l'ofensiva de la batalla del Somme, l'1 de juliol de 1916. El seu cos no fou recuperat del camp de batalla i el seu nom està gravat a la porta d'entrada del Memorial de Thiepval dedicat als desapareguts de la batalla del Somme.